# Kabinett Suzuki (Umbildung)
| Amt                                                                                  | Name                 | Partei | Faktion  |
| ------------------------------------------------------------------------------------ | -------------------- | ------ | -------- |
| Premierminister                                                                      | Suzuki Zenkō         | LDP    | (Suzuki) |
| Justizminister                                                                       | Sakata Michita       | LDP    | —        |
| Außenminister                                                                        | Sakurauchi Yoshio    | LDP    | Nakasone |
| Finanzminister                                                                       | Watanabe Michio      | LDP    | —        |
| Bildungsminister                                                                     | Ogawa Heiji          | LDP    | Suzuki   |
| Gesundheits- und Sozialminister                                                      | Morishita Motoharu   | LDP    | Nakasone |
| Minister für Landwirtschaft, Forsten und Fischerei                                   | Tazawa Kichirō       | LDP    | Suzuki   |
| Minister für Internationalen Handel und Industrie                                    | Abe Shintarō         | LDP    | Fukuda   |
| Verkehrsminister                                                                     | Kosaka Tokusaburō    | LDP    | Tanaka   |
| Postminister                                                                         | Minowa Noboru        | LDP    | Tanaka   |
| Arbeitsminister                                                                      | Hatsumura Takiichirō | LDP    | Kōmoto   |
| Bauminister                                                                          | Shiseki Ihei         | LDP    | Fukuda   |
| Innenminister Vorsitzender der Nationalen Kommission für Öffentliche Sicherheit      | Sekō Masataka        | LDP    | Tanaka   |
| Chefkabinettssekretär                                                                | Miyazawa Kiichi      | LDP    | Suzuki   |
| Leiter des Amts des Premierministers Leiter der Behörde für die Entwicklung Okinawas | Tanabe Kunio         | LDP    | Fukuda   |
| Leiter der Behörde für Verwaltungsaufsicht                                           | Nakasone Yasuhiro    | LDP    | Nakasone |
| Leiter der Verteidigungsbehörde                                                      | Itō Sōichirō         | LDP    | Kōmoto   |
| Leiter des Wirtschaftsplanungsamts                                                   | Kōmoto Toshio        | LDP    | Kōmoto   |
| Leiter der Behörde für Wissenschaft und Technologie                                  | Nakagawa Ichirō      | LDP    | Nakagawa |
| Leiter der Umweltbehörde                                                             | Hara Bun’ei          | LDP    | Fukuda   |
| Leiter der Behörde für die Entwicklung Hokkaidōs Leiter der Behörde für Staatsland   | Matsuno Yukiyasu     | LDP    | Tanaka   |

Anmerkung: Der Parteivorsitzende und Premierminister gehört während seiner Amtszeit offiziell keiner Faktion an.